# کراملین، شهرستان انتریم
کراملین (به انگلیسی: Crumlin) یک روستا در بریتانیا است. کراملین ۵٬۰۹۹ نفر جمعیت دارد.